# Craig Tatum
Pour les articles homonymes, voir Tatum.
Craig Tatum (né le 18 mars 1983 à Hattiesburg, Mississippi, États-Unis) est un ancien receveur de baseball qui évolue dans la Ligue majeure de baseball pour les Reds de Cincinnati en 2009 et les Orioles de Baltimore en 2010 et 2011.

## Carrière
Après des études secondaires à la Hattiesburg High School de Hattiesburg (Mississippi), Craig Tatum suit des études supérieures à l'université d'État du Mississippi où il porte les couleurs des Bulldogs de Mississippi State.
Il est repêché le 7 juin 2004 par les Reds de Cincinnati au troisième tour de sélection. Après cinq saisons en Ligues mineures, il débute en Ligue majeure le 21 juillet 2009 avec les Reds.
Réclamé au ballottage par les Orioles de Baltimore en novembre 2009, il dispute quelques matchs avec son nouveau club au cours des saisons 2010 et 2011. En octobre 2011, il est réclamé au ballottage par les Astros de Houston. Sans avoir joué pour les Astros, il change une fois de plus d'équipe via le ballottage lorsque les Diamondbacks de l'Arizona font son acquisition le 23 janvier 2012. Tatum ne joue pas pour les D-Backs puisque, à leur tour, les Yankees de New York le réclament au ballottage le 28 mars 2012. Il ne joue que 8 parties de ligues mineures en 2012, pour un club-école des Yankees.

## Statistiques
| Saison | Équipe     | G  | AB  | R  | H  | 2B | 3B | HR | RBI | SB | BA    |
| ------ | ---------- | -- | --- | -- | -- | -- | -- | -- | --- | -- | ----- |
| 2009   | Cincinnati | 26 | 68  | 3  | 11 | 1  | 0  | 1  | 6   | 0  | 0,162 |
| 2010   | Baltimore  | 43 | 114 | 11 | 32 | 4  | 0  | 0  | 9   | 1  | 0,281 |
| Totaux | Totaux     | 69 | 182 | 14 | 43 | 5  | 0  | 1  | 15  | 1  | 0,236 |

Note : G = Matches joués ; AB = Passages au bâton; R = Points ; H = Coups sûrs ; 2B = Doubles ; 3B = Triples ; 
HR = Coup de circuit ; RBI = Points produits ; SB = Buts volés ; BA = Moyenne au bâton.